# 프랑스령 남방 및 남극 지역
프랑스령 남방 및 남극 지역(프랑스어: Terres australes et antarctiques françaises; TAAF)은 인도양과 아프리카 남동쪽 바다의 프랑스령 군도와 남극 대륙의 아델리랜드를 지칭한다. 다음 지역들로 구성되어 있다:
1. 케르겔렌 제도(Archipel des Kerguelen): 인도양 남부, 아프리카 최남단에 위치한다.
2. 생폴섬과 암스테르담섬(Îles Saint Paul et Amsterdam): 케르겔렌 제도 북쪽에 위치한다.
3. 크로제 제도(Îles Crozet): 마다가스카르 남쪽에 위치한다.
4. 아델리랜드(Terre Adélie): 프랑스가 영유권을 주장하고 있는 남극 대륙의 지역이다.
5. 프랑스령 인도양 군도(Îles Éparses): 마다가스카르 연안에 흩어져있는 프랑스령 섬들이다.

이 중 아델리랜드와 프랑스령 인도양 군도는 프랑스가 영유권을 주장하고 있지만 국제적으로 인정되진 않았다.
군인, 연구원들이 거주하며 민간인은 거주하지 않는다.

## 행정
1955년 이후 프랑스 국외 영토의 지위를 유지하고 있다. 원래는 프랑스 본토의 직접적인 행정 관할에 속했지만, 2004년 12월부터는 레위니옹섬 행정 관할로 이전되었다.
프랑스령 남방 남극 지역은 크게 다섯 구역으로 나뉜다.
| 지역                       | 수도               | 인구 | 인구 | 영토    | EEZ       |
| -------------------------- | ------------------ | ---- | ---- | ------- | --------- |
| 지역                       | 수도               | 동계 | 하계 | (km2)   | (km2)     |
| 생폴섬 / 암스테르담섬      | 마르탱드비비에     | 25   | 45   | 61      | 502,533   |
| 크로제 제도                | 알프레드 포레 기지 | 25   | 45   | 352     | 567,475   |
| 케르겔렌 제도              | 포르토프랑세       | 70   | 110  | 7,215   | 563,869   |
| 아델리랜드                 | 뒤몽 뒤르빌 기지   | 30   | 110  | 432,000 | -         |
| 프랑스령 인도양 군도       | 레위니옹 생피에르  | 56   | 56   | 38.6    | 593,276   |
| 프랑스령 남방 및 남극 지역 | 레위니옹 생피에르  | 150  | 310  | 439,781 | 2,274,277 |

## 지리
아델리랜드를 제외한 4개의 섬들은 경도상 남위 43도 동경 67도 부근에 위치한다. 아델리랜드는 남극에 위치하며, 지역의 이름은 프랑스의 탐험가 쥘 뒤몽 뒤르빌이 자신의 아내 이름을 따서 지은 것이다.
암스트레담섬과 생폴섬은 화산섬이지만, 현재는 활동하지 않는 사화산이다. 케르겔렌 제도의 몽 로스(1850m)가 지역 최고봉이다. 지역 시설로는 적은 수의 활주로와 1개의 기상 관측소가 존재하며 항구는 존재하지 않는다.

## 경제
천연자원은 어류에 한정되기 때문에, 주로 연구나 정박 목적으로 사용된다. 주 어류 자원은 비막치어, 닭새우과이다. 타국의 선박이 불법 어획을 하는 경우가 있어 프랑스 해군이 수시로 감시를 한다. 프랑스 정부는 일정 금액을 지불한 어선에 한하여 조업을 허용하고 있지만, 개체수 유지 때문에 그 수가 제한된다.
매년 1,600만 유로의 수입이 발생한다.

## 같이 보기
- 프랑스의 행정 구역
- 프랑스 식민제국
- 프랑스 제5공화국
- 프랑스의 식민지 목록
- 해외 프랑스